# Граб II
Граб II (др.-греч. Γράβος) — иллирийский царь племени грабеев середины IV века до н. э.

## Биография
В середине IV века до н. э. иллирийцы ещё не имели государства в современном понимании этого слова, а представляли собой племенной союз. Граб II был царём одноимённого племени грабеев, которое проживало в богатой железом и медью области Мирдита. Он был потомком зафиксированного в источниках в контексте событий около 430 года до н. э. царя Граба I. Земли Граба II граничили на востоке с владениями македонского царя Филиппа II.
В 358 году до н. э. в битве у Лихнидского озера Филипп II наголову разбил царя дарданов и дассаретов Бардила. Р. Лейн Фокс назвал Граба II наследником самого могущественного иллирийского царя после его гибели в сражении.
Граб II незамедлительно заключил союз с халкидянами, который просуществовал недолго. Вскоре Халкидский союз предпочёл заключить с Филиппом II сепаратный мир условием которого была передача македонянами Анфемунта и Потидеи, которую ещё следовало отвоевать у Афин. К июлю 356 году до н. э. Граб II заключил направленный против македонян союз с Афинами, царём пеонов Липпеем и фракийским династом Кетрипором. Филипп II, пока его враги собирались с силами, отправил в земли Граба II войско во главе с Парменионом. Грабеи были разбиты, после чего вынужденно вошли в состав Македонии. По мнению Н. Хаммонда, событие произошло в августе/сентябре 356 года до н. э.
Согласно античной традиции, победа над иллирийцами совпала с захватом Потидеи, победой скаковой лошади Филиппа II на CVI Олимпийских играх и рождением Александра Македонского. На этом основании придворные прорицатели предсказали, что ребёнок, чьё рождение совпало с тремя победами, будет непобедим.

### Исследования
- Белох К. Ю. Греческая история: в 2 т. / пер. с нем. М. О. Гершензона; под ред. и со вступ. ст. Ю. И. Семёнова.. — М.: Государственная публичная историческая библиотека России, 2009. — Т. 2: Кончая Аристотелем и завоеванием Азии. — ISBN 978-5-85209-215-1.
- Кембриджская история древнего мира / под редакцией Д.-М. Льюиса, Дж. Бордмэна, С. Хорнблоуэра, М. Оствальда. Перевод, научное редактирование, примечания А. В. Зайкова. — М.: Ладомир, 2017. — Т. VI. Четвёртый век до нашей эры. Первый полутом. — 720 с. — ISBN 978-5-86218-545-4.
- Клеймёнов А. А. Кампания 356 г. до н. э. как образец полководческого искусства Филиппа II // Проблемы истории, филологии, культуры. — 2014. — Вып. 46, № 4. — С. 11—19. — ISSN 2658-316X.
- Уортингтон Й[нем.]. Филипп II Македонский. — СПб. — М.: Евразия — ИД Клио, 2014. — 400 с. — ISBN 978-5-91852-053-6.
- Шифман И. Ш. Александр Македонский / ответственный редактор Э. Д. Фролов. — Л.: Наука, 1988. — ISBN 5-02-027233-7.
- Hammond N. G. L., Griffith G. T. A History of Macedonia (англ.). — Oxford: Clarendon Press, 1979. — Vol. II: 550-336 B.C.. — ISBN 0-l9-814814-3.
- Lane Fox R. Chapter 16. Philip of Macedon: Accession, Ambitions, and Self-Presentation // Brill's Companion to Ancient Macedon: Studies in the Archaeology and History, 650 BC — 300 AD (англ.) / edited by Robin J. Lane Fox. — Leiden, The Netherlands: Brill, 2011. — ISBN 978-90-04-20650-2.